# Fumaria schleicheri
Fumaria schleicheri är en vallmoväxtart. Fumaria schleicheri ingår i släktet jordrökar, och familjen vallmoväxter.

## Underarter
Arten delas in i följande underarter:
- F. s. microcarpa
- F. s. schleicheri

## Bildgalleri

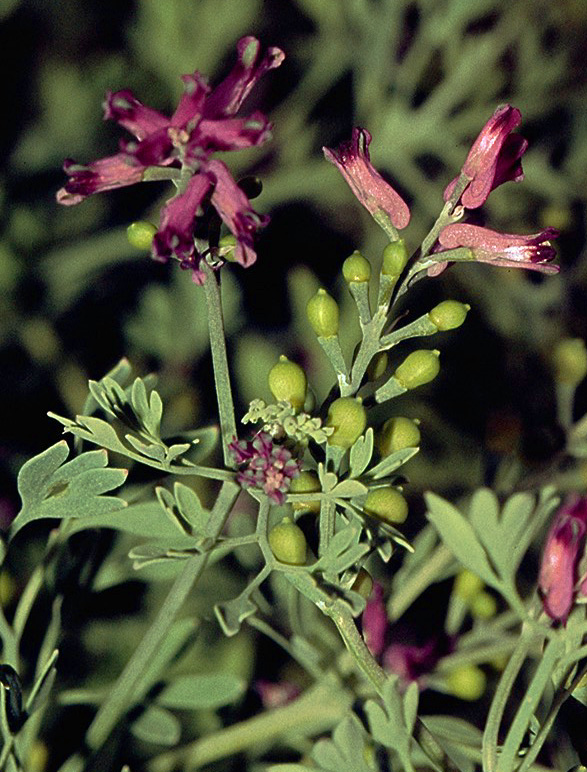